# John Stewart Bell
John Stewart Bell (født 28. juni 1928, død 1. oktober 1990) var en irsk fysiker.
Han tog doktorgraden i 1956. Bell var forsker ved CERN fra 1960 til han døde. Fra 1955 til 1984 publicerede han omkring 80 forskningsartikler indenfor højenergifysik og kvantefeltteori. Hans bedst kendte arbejde blev publiceret i 1966. Her udledede han et resultat som nu bliver omtalt som Bell-teorem også kendt som Bells ulighed. Bell modtog en række priser og var medlem af Royal Society i London i 1972.
Bell-teoremet lagde grunden for John Clausers og Alain Aspects Bell test-eksperimenter - og de påviste og opdagede hermed fænomenet kvantefysisk sammenfiltring (sammenfletning), som kan anvendes til kvanteteleportation.